# Georg Paul Köllner
Georg Paul Köllner (* 14. Juni 1902 in Mainz; † 20. Juli 1971) war ein deutscher Kirchenmusiker und Hochschullehrer.

## Werdegang
Köllner besuchte wie seine Vorgänger im Amt des Mainzer Domkapellmeisters, Georg Viktor Weber und August Rudolf Vogt, das Rabanus-Maurus-Gymnasium in Mainz. Als Alumnus des Mainzer Priesterseminars war er nach seiner Priesterweihe in Mainz durch Bischof Ludwig Maria Hugo Kaplan in Froschhausen, Klein-Zimmern, Worms-Horchheim und Bodenheim. Seine kirchenmusikalische Laufbahn begann er bei seinem Vorgänger Vogt. Später war er Schüler in Regensburg von Prof. Carl Thiel und Domkapellmeister Theobald Schrems und Mitglied bei den Regensburger Domspatzen. 1936 wurde er zum Sekretär der bischöflichen Kanzlei bestimmt. Gleichzeitig war Köllner bis 1940 Pfarrorganist am Hohen Dom zu Mainz. Ab 1938 war er als Notar am bischöflichen Offizialat tätig. Von 1936 bis 1948 war er in der Jugendarbeit als Präses der Marianischen Congregation tätig. 1940 übernahm er die Leitung des Mainzer Domchores. Von 1940 bis 1968 arbeitete er als Domkapellmeister und Nachfolger von August Rudolf Vogt (Domkapellmeister von 1904 bis 1940). Ab 1940 hatte Köllner auch einen Lehrauftrag für Gesang und Kirchenmusik am Mainzer Priesterseminar und arbeitete als Orgelbau- und Glocken-Inspektor.
Zwischen 1947 und 1955 war Georg Paul Köllner Prosynodalrichter und Offizialatsrat. 1951 wurde bei Arnold Schmitz zum Doktor der Philosophie promoviert; Titel der Dissertation: Der Accentus Moguntinus. Daraufhin erhielt er einen Lehrauftrag, später auch eine Honorarprofessur an der katholisch-theologischen Fakultät der Johannes Gutenberg-Universität Mainz. 1953 wurde er als Dompräbendat ins Mainzer Domkapitel aufgenommen. 1956 schließlich wurde er Mitglied des Liturgischen Rats des Bistums Mainz. 1960 wurde Köllner zum Geistlichen Rat ernannt.
Von 1951 bis 1963 leitete er den deutschen Chorverband Pueri Cantores, eine Vereinigung von katholischen Kinder-, Knaben-, Mädchen- und Jugendchören aus aller Welt.

## Ehrungen
Für seine Verdienste wurde Georg Paul Köllner 1966 mit dem päpstlichen Ehrentitel Päpstlicher Geheimkämmerer (Monsignore) geehrt. Er erhielt das Bundesverdienstkreuz 1. Klasse und die Mainzer Gutenbergplakette.